# Eocuma striatum
Eocuma striatum är en kräftdjursart som beskrevs av Kurian och Radha Devi 1983. Eocuma striatum ingår i släktet Eocuma och familjen Bodotriidae. Inga underarter finns listade i Catalogue of Life.